# Charles Taylor du Plat

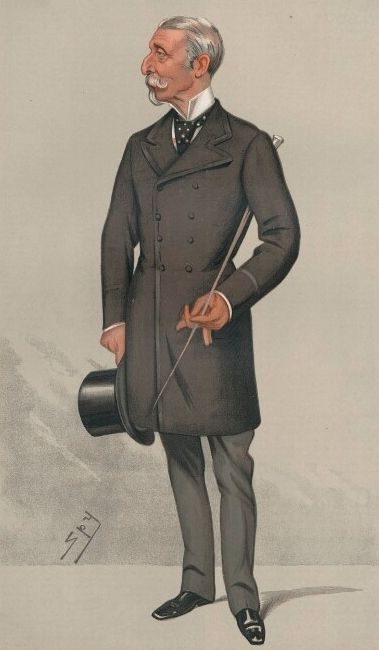
Charles Taylor du Plat
(Karikatur in Vanity Fair 1891)

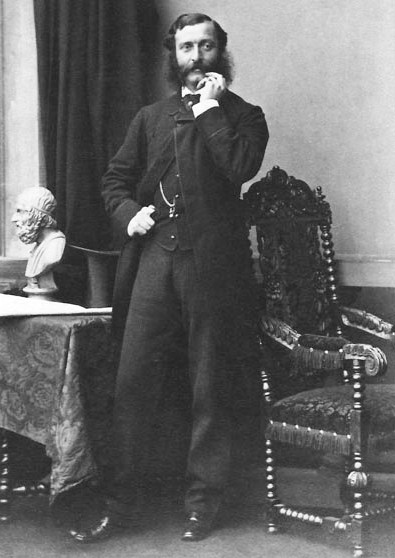
Charles Taylor du Plat (37 J.)
(Foto: Camille Silvy, 12. Okt. 1860)

Sir Charles Taylor du Plat KCB (* Juli 1823 in Altona, Herzogtum Holstein; † 2. November 1900 in Ashley, Hampshire, Großbritannien) war ein königlich-britischer Generalmajor und Stallmeister von Königin Queen Victoria.

## Leben
Er entstammte dem französischen Adelsgeschlecht du Plat, dessen erster Vertreter in Deutschland Pierre Joseph du Plat (1657–1709) war, Stammvater der hannoverschen Linie. Mitglieder dieser deutschen Linie traten wiederum in königlich dänische und britische Dienste. Du Plat war der Sohn des königlich britischen Generalmajors George Gustavus Charles William du Plat (1796–1854) und der Pauline Gräfin von Hardenberg (1800–1876).
Seine militärische Ausbildung machte du Plat an der Royal Military Academy Woolwich. Anschließend kam er 1841 zur Royal Artillery und diente dort etwa vier Jahrzehnte lang. Im Juni 1842 wurde er vom Second Lieutenant zum First Lieutenant befördert und war im Dezember 1845 auf Malta stationiert. Ende Juni 1854 wurde der Second Captain zum First Captain, am 23. April 1860 zum Major befördert, später zum Lieutenant Colonel und am 7. März 1867 zum Colonel befördert. Im Jahr 1880 wurde er im Rang eines Generalmajors mit voller Pension in den Ruhestand versetzt wurde.
Seit er als Captain am 22. Februar 1854 als Stallmeister des britischen Prinzgemahls Albert eingestellt worden war, hatte er 46 Jahre enge Verbindung zum königlichen Hof. Nach dem Tod des Prinzgemahls (1861) war du Plat Stallmeister (Equerry in Ordinary) und ab 1. Oktober 1893 bis zu seinem Tod Oberstallmeister (Extra Equerry) von Königin Victoria.
In erster Ehe heiratete du Plat am 1. Mai 1855 Maria Christina Dalyell († 7. April 1867), die Tochter des Captain Sir William Dalyell, 7. Baronet (1787–1865), und der Maria Sampayo († 1871). Erst 30 Jahre nach dem Tod seiner ersten Ehefrau heiratete er 1897 in zweiter Ehe Ann Forbes, die Tochter des J. S. Forbes. Im Jahr 1881 war er bereits wieder verwitwet und lebte in 2 Carlisle Place, London, Middlesex. Zuletzt wohnte er in Ashley (Hampshire), wo er 1900 auch starb.
Nachdem er bereits am 15. April 1884 zum Companion des Bath-Ordens ernannt worden war, wurde er am 28. Februar 1896 mit Ritterschlag zum Knight Commander des Bath-Ordens in den britischen Adelsstand mit dem Namenszusatz „Sir“ erhoben.

## Orden und Ehrenzeichen
- 1887 Juli 15 - Silberne Erinnerungsmedaille mit dem Bildnis der Großherzogin Alice (Großherzogtum Hessen)[14]
- Companion des Order of the Bath
- Knight Commander des Order of the Bath, verbunden mit der Erhebung in den persönlichen Adelsstand (1896)
- Preußischer Roter Adlerorden I. Klasse
- Großkreuz des herzoglich-sächsischen Albrechts-Ordens
- Großkreuz des Herzoglich Sachsen-Ernestinischer Hausordens